# Charles Cole
Charles Cole –conocido como Charlie Cole– (Nueva York, 21 de junio de 1986) es un deportista estadounidense que compitió en remo.
Participó en dos Juegos Olímpicos de Verano, obteniendo una medalla de bronce en Londres 2012, en la prueba de cuatro sin timonel, y el séptimo lugar en Río de Janeiro 2016, en la misma prueba.

## Palmarés internacional
| Juegos Olímpicos | Juegos Olímpicos      | Juegos Olímpicos  | Juegos Olímpicos   |
| Año              | Lugar                 | Medalla           | Prueba             |
| ---------------- | --------------------- | ----------------- | ------------------ |
| 2012             | Londres (Reino Unido) | Medalla de bronce | Cuatro sin timonel |